# Сарыагаш
Сарыагаш (каз. Сарыағаш) — город в Казахстане, в Туркестанской области. Расположен в непосредственной близости от казахстанско-узбекистанской границы, в 10 км от столицы Узбекистана — Ташкента. Территория города составляет 39,2 км² и продолжает расширяться в связи с увеличением населения. В Сарыагаше есть источники минеральных вод; располагаются заводы по их бутилированию. Город известен как центр санаторно-курортного лечения. Кроме того, развито производство элитных сортов виноградных вин. Из полезных ископаемых имеются запасы газа, урана, золота и других элементов таблицы Менделеева.

## История
24 апреля 1997 года Указом Президента Казахстана город Сарыагач был переименован в город Сарыагаш.

## Население
На начало 2019 года, население города составило 39 003 человека (21 705 мужчин и 17 298 женщины).
На 1 октября 2023 года население города составило 62 030 человека (30 913 мужчины и 31 117 женщин).